# Malcolm Tierney
Malcolm Tierney (Mánchester, 25 de febrero de 1938-18 de febrero de 2014) fue un actor británico. Tierney nació en el seno de una familia obrera lo que con el tiempo le convirtió en un miembro clave del Partido Revolucionario de los Trabajadores en la década de 1970. Él nunca vaciló en sus creencias socialistas, incluso cuando se desplomó el WRP.
Debutó en el West End en 1964, junto con Trevor Howard en El padre de Strindberg. En 1971, actuó junto con Vanessa Redgrave y Bob Hoskins en el Young Vic en la obra Cato Street, inspirada en los hechos reales de la conspiración que da nombre a la obra, escrita por Robert Shaw.
En 1974 entró en el Royal Shakespeare Company y actuó en, entre otras obras, la Macbeth dirigida por Trevor Nunn, con Nicol Williamson y Helen Mirren. También en el escenario, interpretó al cantante de jazz George Melly , el pintor LS Lowry y Jim Robinson , uno de los cuatro hombres condenados injustamente de asesinar al repartidor de periódicos Carl Bridgewater en 1978.
También trabajó en cine y televisión, como en la serie Poldark (1975-1977) en el personaje de Monk Adderley, en famosos títulos como Star Wars (1977) como teniente Shann Childsen, como el villano Tommy McArdle en la telenovela Brookside (donde interpretó al personaje de 1983-87), en la serie Doctor Who (en 1986), En el nombre del padre (1993) o Braveheart (1995) en el papel del alguacil inglés que ejecuta a la esposa de William Wallace.
Tierney falleció el 18 de febrero de 2014 a los 75 años de edad, a pocos días de cumplir los 76.